# Impatiens longirostris
Impatiens longirostris är en balsaminväxtart som beskrevs av S.H.Huang. Impatiens longirostris ingår i släktet balsaminer, och familjen balsaminväxter. Inga underarter finns listade i Catalogue of Life.